# Sigurd I de Noruega
Sigurd I, llamado el Cruzado o el Peregrino de Jerusalén, en nórdico antiguo, Sigurðr Jórsalafari; en noruego, Sigurd Jorsalfare (1090-Oslo, 26 de marzo de 1130), fue rey de Noruega de 1103 a 1130. Era hijo del rey Magnus III y hermano de los reyes Øystein I y Olaf Magnusson.
Es conocido sobre todo por el viaje que realizó a Jerusalén, que consistió en una cruzada y una peregrinación que lo llevaría, entre otros lugares, a la península ibérica, Tierra Santa y Constantinopla. Combatió a favor del cristianismo y se convirtió en el primer monarca en participar en una cruzada.

## Primeros años
Sigurd Magnusson era el segundo de los hijos de Magnus III. Su madre era Tora, una concubina del rey. Aunque los tres hermanos tenían diferentes madres, todos tenían el mismo derecho al trono.
Acompañó a su padre en las campañas militares de conquista de las colonias noruegas en las islas británicas en 1098. Ese mismo año fue nombrado rey de las Órcadas. No se sabe si Sigurd, después de esa primera expedición, regresó a Noruega con su padre, pero cuando Magnus III volvió en una segunda expedición en 1102, Sigurd se encontraba en las Orcadas.
Por una alianza estratégica entre Magnus III y el rey irlandés Muirchertach Ua Briain, Sigurd se casó con una hija de este último. En 1103 Magnus III murió en una emboscada en Irlanda y Sigurd, entonces de 14 años, abandonó a su esposa niña y regresó a Noruega para ser investido como rey.

## Rey de Noruega
Compartió el trono con sus hermanos Øystein y Olaf. Sigurd y Øystein se encargaron del gobierno, pues Olaf tenía unos 3 o 4 años y falleció pronto.
No se sabe a ciencia cierta las razones por las que Sigurd decidió emprender un viaje a Jerusalén (llamado en idioma nórdico Jorsal o Jorsalaborg). Se piensa que el viaje fue planeado entre los dos hermanos, y se acordó que Øystein gobernaría todo el país mientras Sigurd se encontrase en el extranjero.

## Cruzada

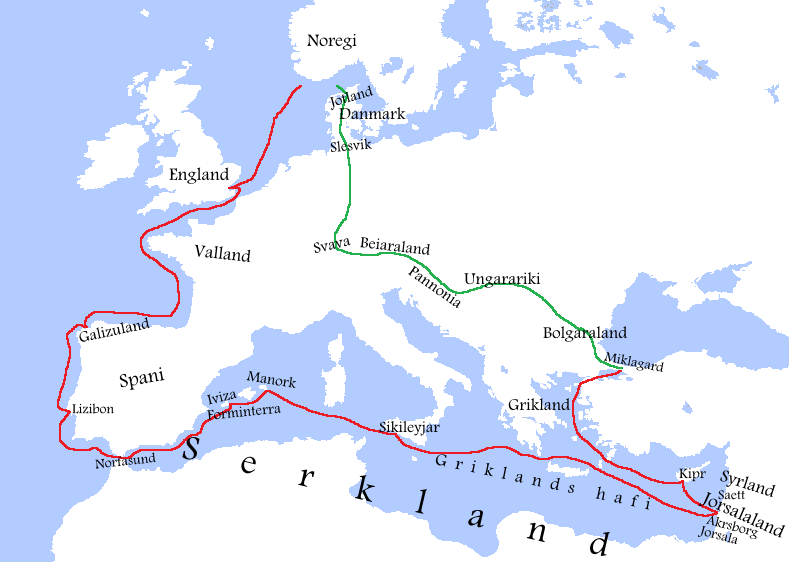
Ruta seguida por la Cruzada noruega

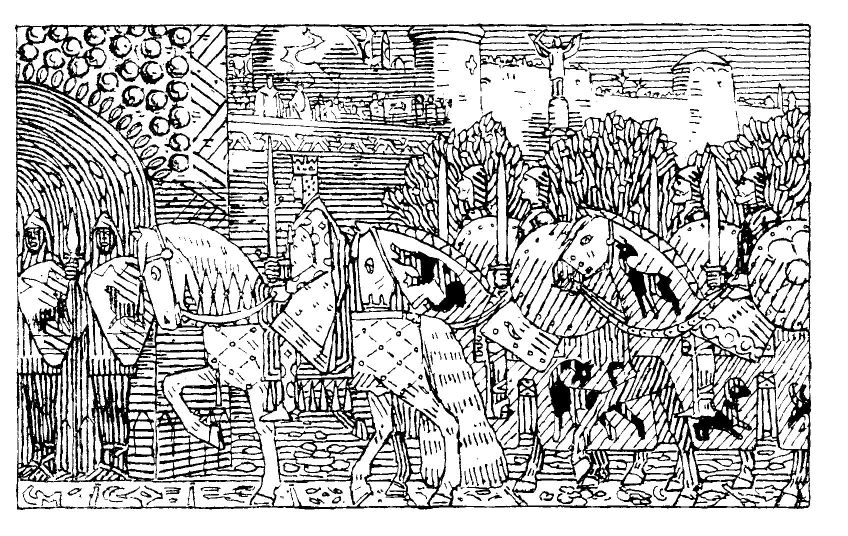
Sigurd I entrando en Constantinopla. Ilustración de Gerhard Munthe en la Heimskringla, 1899.

Cuando partió de Noruega, el rey Sigurd contaba con 18 años. Organizó un convoy de 60 barcos, cada uno con 100 hombres (en total un ejército de unos 6000) y zarpó de Bergen en el otoño de 1108. En la expedición, además de militares, había campesinos y esclavos. La tripulación tenía la intención de enriquecerse, y los esclavos viajaban bajo la promesa de obtener la libertad.
Tres años tomó el viaje (1108-1111). Sigurd pasó el invierno en el sur de Inglaterra, donde se entrevistó con el rey Enrique I. En la primavera de 1109 continuó el viaje a lo largo de la costa francesa y el norte de la península ibérica. Hasta entonces, el viaje se desarrollaba sin contratiempos, pues en el norte de la península gobernaban reyes cristianos que habían iniciado la Reconquista. El rey noruego permanecería un largo tiempo en la ciudad santa de Santiago de Compostela.
Cuando prosiguió la navegación hacia el sur, se enfrentó en constantes escaramuzas contra los musulmanes, tanto para conseguir provisiones como para debilitar el dominio islámico en la península ibérica. Combatió en Sintra, Lisboa y Alcácer do Sal, contribuyendo a que esas ciudades fuesen incorporadas al dominio cristiano.
En la primavera de 1110 atravesó el Estrecho de Gibraltar y continuó combatiendo contra los musulmanes y los piratas en Formentera, Ibiza y Menorca. En el verano llegó a Sicilia, y en esa isla permanecería un tiempo, hospedado por el conde normando Rogelio II de Sicilia.

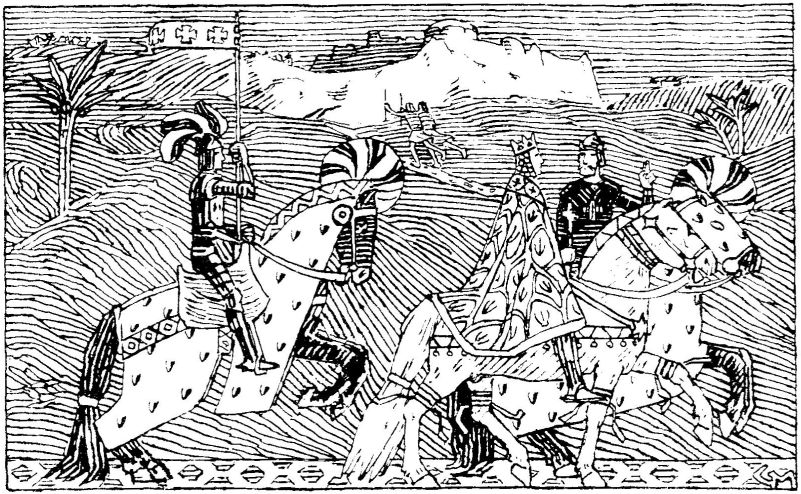
Los reyes Balduino y Sigurd cabalgando hacia el río Jordán. Ilustración de Gerhard Munthe en la Heimskringla, 1899.

A principios del otoño la comitiva llegó a Tierra Santa, y los buques anclaron en el puerto de San Juan de Acre, ciudad donde Sigurd fue recibido por el rey Balduino I de Jerusalén. Sigurd visitó Jerusalén y los Santos Lugares de la zona, entre ellos el río Jordán, donde había sido bautizado Jesucristo.
Sigurd recibió de manos de Balduino una reliquia: supuestamente un pedazo de la Vera Cruz, que el rey noruego juró llevar ante la tumba de San Olaf en la Catedral de Nidaros.
Aunque la ciudad de Jerusalén había sido conquistada por los ejércitos cristianos en la Primera Cruzada (1099), aún permanecían amplias zonas del norte de Tierra Santa en manos de los sarracenos. Sigurd otorgó apoyo militar a Balduino, y ambos se apoderaron de la ciudad de Sidón; mientras Balduino atacaba la ciudad por tierra, la flota noruega lo hizo por mar.
En el año nuevo de 1111, Sigurd abandonó Tierra Santa. Visitaría Chipre y el Peloponeso, y posteriormente Constantinopla (que los noruegos llamaban Miklagard). En la ciudad imperial recibió los honores por parte de Alejo I, y ahí permaneció un corto tiempo, antes de regresar a Noruega por vía terrestre.

## El regreso a Noruega
Sigurd retornó a su país con escasos 100 hombres. Una parte del ejército había muerto en combate, otros regresaron después en pequeños grupos, y una parte considerable permaneció en Constantinopla para integrarse a la guardia varega del emperador. Probablemente esos noruegos volvieron a su patria después de acumular cierta riqueza en la capital imperial.
De regreso a Noruega, Sigurd encontró grandes cambios. Su hermano Øystein había levantado varias edificaciones religiosas, civiles y militares, y gobernaba con gran popularidad entre sus súbditos. Según Snorri Sturluson, Sigurd era aventajado por su hermano no sólo en presencia física, sino también en elocuencia, conocimientos y aptitud para tejer relaciones sociales.
Sigurd se estableció en Konghelle, donde levantó un castillo y la iglesia de la Vera Cruz. Nada queda en la actualidad de esas construcciones. 
El 29 de agosto de 1123 falleció repentinamente Øystein, y Sigurd se convirtió en el único soberano. No se sabe mucho acerca de esta última fase de su reinado, quizá porque, como da cuenta Snorri, se trató de un período de paz en el reino. Un acontecimiento de esta época fue una pequeña campaña militar en Småland, Suecia, donde los habitantes habían renegado del cristianismo y retomado la creencia pagana nórdica.
En 1130, estando en Oslo, el rey enfermó y murió rápidamente. Tenía entonces unos 40 años y había gobernado durante 27. Fue sepultado en la Catedral de San Hallvard de esa ciudad.

## Magnússona sagaenHeimskringla
Magnússona saga es uno de los relatos de Heimskringla de Snorri Sturluson sobre los reyes noruegos. Por un tiempo, tres hijos de Magnus III gobiernan juntos Noruega, Sigurðr apodado el Cruzado que lanza su campaña hacia Jerusalén, Eysteinn y Óláfr. Una de las mejores partes de la saga trata sobre la relación entre Sigurðr y Eysteinn, que Snorri amplía y recrea ampliamente como se recoge en Morkinskinna.

## Legado
A su muerte, se desató una cruenta guerra civil por motivos de sucesión, que duraría más de 100 años.
Durante el siglo XIX, la figura de Sigurd I fue tomada por el nacionalismo romántico noruego como fuente de inspiración. Bjørnstjerne Bjørnson escribió un drama histórico basado en la vida del rey, y Edvard Grieg compuso la suite orquestal Sigurd Jorsalfar.

## Matrimonios y descendencia
Sigurd fue casado por su padre con Biadmunia (n. 1094/97), una hija del rey Muirchertach Ua Briain en 1102 o 1103, cuando tenía alrededor de 13 años. Cuando accedió al trono noruego, repudió a su esposa.
Entre 1116 y 1120 casó con Malmfrid de Kiev, hija del príncipe Mstislav I de Kiev. Con ella tuvo una hija:
- Cristina (aprox. 1125-1178), que sería esposa de Erling Skakke.

Tuvo como amante a Borghild Olafsdatter (n. 1094) de Skjeberg, Store-Dal, Østfold, con la que tuvo un hijo:
- Magnus (ca. 1115-1139). Rey de Noruega.

En 1128 decidió divorciarse de Malmfrid, situación que fue rechazada por el obispo de Bergen, ante lo cual Sigurd creó una nueva diócesis en Stavanger, cuyo obispo, un inglés de nombre Reinaldo, lo casó con una joven de nombre Cecilia. En este matrimonio no tuvo hijos.